# Liste der Monuments historiques in Montguyon
Die Liste der Monuments historiques in Montguyon führt die Monuments historiques in der französischen Gemeinde Montguyon auf.

## Liste der Bauwerke
| Bezeichnung          | Beschreibung                      | Standort                 | Kennzeichnung | Schutzstatus | Datum | Bild           |
| -------------------- | --------------------------------- | ------------------------ | ------------- | ------------ | ----- | -------------- |
| Château de Montguyon | Burgruine aus dem 11. Jahrhundert | (Lage)                   | PA00104814    | Inscrit      | 2004  | weitere Bilder |
| Kirche St-Vincent    | Erbaut im 12. Jahrhundert         | Place de l’Église (Lage) | PA00104813    | Inscrit      | 1947  | weitere Bilder |
| Dolmen Pierre Folle  |                                   | (Lage)                   | PA00104812    | Classé       | 1889  | weitere Bilder |

## Liste der Objekte
| Bezeichnung               | Beschreibung                              | Standort                        | Kennzeichnung | Schutzstatus | Datum | Bild |
| ------------------------- | ----------------------------------------- | ------------------------------- | ------------- | ------------ | ----- | ---- |
| Skulptur Madonna und Kind | Stein, polychrom gefasst, 18. Jahrhundert | in der Kirche St-Vincent (Lage) | PM17000212    | Classé       | 1908  |      |